# Blauw schapengras
Blauw schapengras (Festuca glauca,  synoniemen: Festuca cinerea Vill., Festuca duriuscula subsp. glauca (Vill.) Mutel, Festuca duriuscula var. glauca (Vill.) Bréb., Festuca ovina proles glauca (Vill.) Douin) is een vaste plant die behoort tot de grassenfamilie (Poaceae). 
Het is een pollenvormend siergras met blauwgrijs, naaldvormig blad. Het blad heeft negen nerven.
Er komen ook planten met blauwgrijze bladeren van andere grassoorten voor, zoals bij ruig schapengras.
De plant kan in het vegetatieve stadium 14- 18 cm hoog worden en bloeit in het late voorjaar tot de vroege zomer. De bloeiwijze is een 30 en 40 cm lange pluim met lichtgroene, purper getinte bloemen.

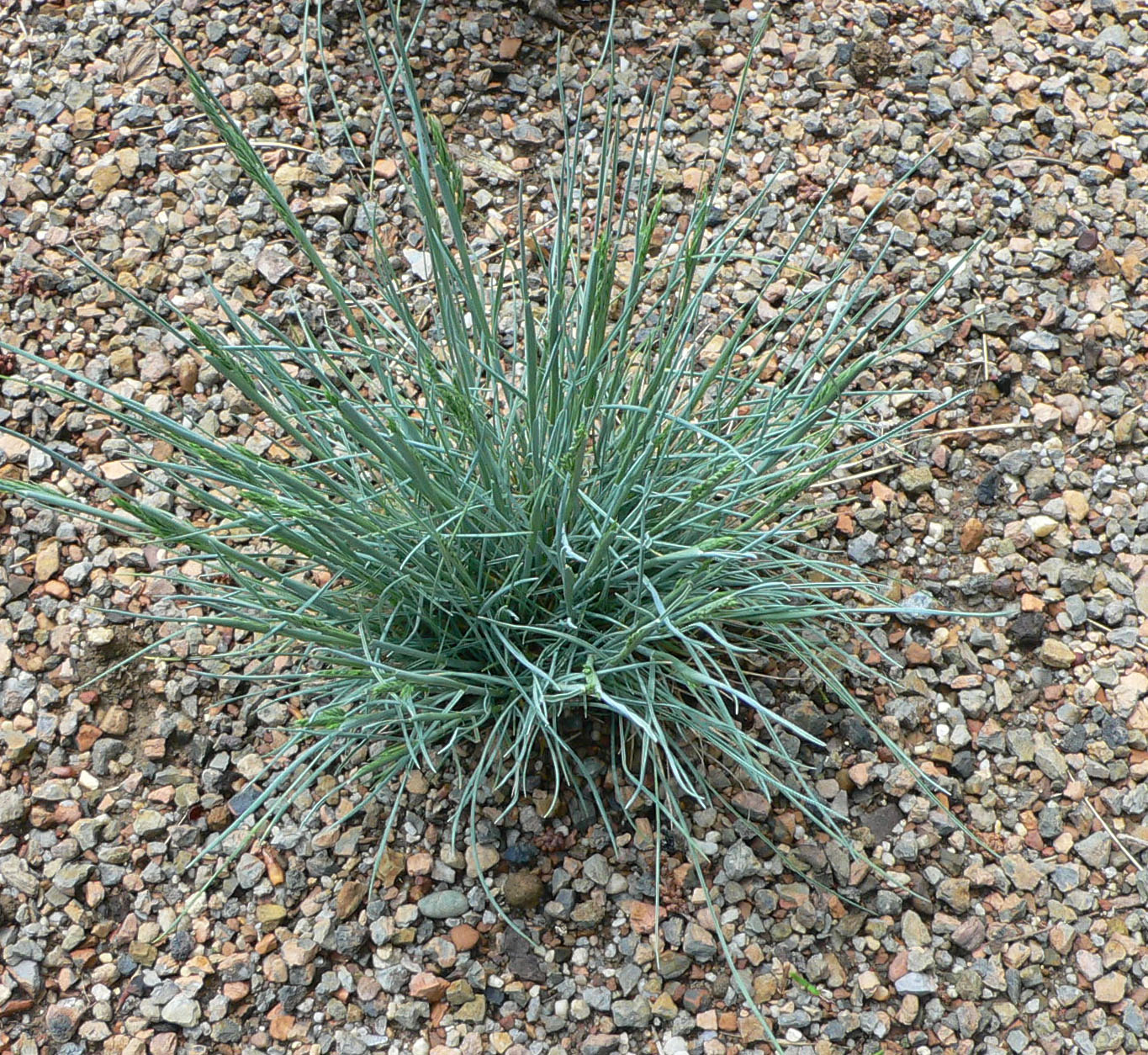